# 크리스텐 마센 브로데르센
크리스텐 마센 브로데르센(덴마크어: Kristen Madsen Brodersen, 1914년 7월 29일 ~ 1942년 6월 17일)은 덴마크의 군인이다.
1933년 10월 28일 국가사회주의 덴마크 노동자당에 가입했으며 1941년 6월에는 무장친위대 소속 덴마크 자유군단에서 복무했다. 1942년 6월 11일에는 친위대 하급돌격지도자였던 알프레드 닐센(Alfred Nielsen)이 이끄는 제3중대 소속 병사들을 지휘했다. 1942년 6월 17일에 사망했는데 그의 사망에 대해서는 대포 공격으로 사망했다는 가설, 수류탄 폭발로 인해 사망했다는 가설이 전한다.